# 정경호 (1983년)
정경호(鄭敬淏, 1983년 8월 31일 ~ )는 대한민국의 배우이다.

## 학력
- 부천남초등학교 (졸업)
- 부천남중학교 (졸업)
- 진성고등학교 (졸업)
- 중앙대학교 예술대학 연극영화학과 (졸업)

## 프로필
정을영 드라마 PD의 아들로 부천남중학교, 진성고등학교, 중앙대학교 연극영화학과를 졸업하였다.
2003년 KBS 20기 공채 탤런트로 데뷔하여, 2004년 드라마 《미안하다 사랑한다》에서 오들희(이혜영)의 아들로 은채(임수정)를 사랑하는 '최윤' 역을 통해 스타덤에 올랐다. 특히 신선한 마스크와 신인답지 않은 안정된 연기력으로 큰 사랑을 받았다.
일일드라마 《어여쁜 당신》, 영화 《광식이 동생 광태》, 《내 생애 가장 아름다운 일주일》에 출연했으며 본인의 출연작 중 하나인 《그대, 웃어요》후속으로는 《별을 따다줘》가 편성될 예정이었으나  《그대, 웃어요》의 연장에 따라 《천사의 유혹》후속으로 바뀌었고 당시 《그대, 웃어요》자리에는 아버지(정을영)가 연출을 맡았던 《인생은 아름다워》가 대타로 들어갔다.
2010년 11월 30일 경기도 의정부시 306 보충대대를 통해 입소, 5주간 기초군사 훈련을 받은 뒤 육군 현역병으로 20개월간 군복무를 마쳤다.

## 연기 활동

### 영화
| 연도 | 제목                         | 역할          | 비고     |
| ---- | ---------------------------- | ------------- | -------- |
| 2005 | 내 생애 가장 아름다운 일주일 | 유정훈        | 주연     |
| 2005 | 광식이 동생 광태             | 김일웅        | 주연     |
| 2006 | 폭력써클                     | 이상호        | 주연     |
| 2007 | 허브                         | 이종범        | 주연     |
| 2007 | 별빛 속으로                  | 대학생 현수영 | 주연     |
| 2008 | 님은 먼 곳에                 | 용득          | 주연     |
| 2009 | 거북이 달린다                | 송기태        | 주연     |
| 2013 | 롤러코스터                   | 마준규        | 주연     |
| 2014 | 맨홀                         | 수철          | 주연     |
| 2015 | 그리울 련                    | 태우          | 주연     |
| 2018 | 데자뷰                       | 최현석        | 특별출연 |
| 2022 | 대무가                       | 손익수        | 주연     |
| 2022 | 압꾸정                       | 박지우        | 주연     |
| 2023 | 보스                         | 강표          | 주연     |

### 드라마
| 연도 | 방송      | 제목                                 | 역할                  | 비고              |
| ---- | --------- | ------------------------------------ | --------------------- | ----------------- |
| 2004 | KBS2      | 낭랑 18세                            | 윤정숙의 소개팅남     | 단역              |
| 2004 | KBS2      | 알게될거야                           | 기호                  |                   |
| 2004 | KBS2      | 미안하다, 사랑한다                   | 최윤                  | 주연              |
| 2005 | KBS1      | 어여쁜 당신                          | 유인철                | 조연              |
| 2007 | MBC       | 개와 늑대의 시간                     | 강민기                | 주연              |
| 2009 | SBS       | 자명고                               | 호동                  | 주연              |
| 2009 | SBS       | 그대, 웃어요                         | 강현수                | 주연              |
| 2010 | KBS2      | KBS 드라마 스페셜 - 위대한 계춘빈    | 왕기남                | 단막극 • 주연     |
| 2010 | MBC       | 로드 넘버원                          | 고물상 청년           | 특별출연          |
| 2013 | JTBC      | 무정도시                             | 정시현                | 주연              |
| 2013 | 웹드라마  | 방과 후 복불복                       | 말 많은 약사          | 특별출연          |
| 2013 | MBC       | MBC 드라마 페스티벌 - 이상 그 이상   | 본웅                  | 단막극 • 주연     |
| 2014 | SBS       | 끝없는 사랑                          | 한광철                | 주연              |
| 2014 | MBC       | MBC 드라마 페스티벌 - 하우스, 메이트 | 윤석진                | 단막극 • 특별출연 |
| 2015 | JTBC      | 순정에 반하다                        | 강민호                | 주연              |
| 2015 | 온 스타일 | 처음이라서                           | 파출소 순경           | 특별출연          |
| 2015 | 웹드라마  | 고품격 짝사랑                        | 한밤의 연예가 통신 MC | 특별출연          |
| 2016 | MBC       | 한 번 더 해피엔딩                    | 송수혁                | 주연              |
| 2017 | MBC       | 미씽나인                             | 서준오                | 주연              |
| 2017 | tvN       | 슬기로운 감빵생활                    | 이준호                | 주연              |
| 2018 | OCN       | 라이프 온 마스                       | 한태주                | 주연              |
| 2018 | tvN       | 계룡선녀전                           | 점돌이 목소리         | 특별출연          |
| 2019 | tvN       | 악마가 너의 이름을 부를 때           | 하립                  | 주연              |
| 2019 | tvN       | 사랑의 불시착                        | 차상우                | 특별출연          |
| 2020 | tvN       | 슬기로운 의사생활                    | 김준완                | 주연              |
| 2021 | tvN       | 슬기로운 의사생활 2                  | 김준완                | 주연              |
| 2023 | tvN       | 일타 스캔들                          | 최치열                | 주연              |
| 2023 | tvN       | O'PENing - 나를 쏘다                 | 하강산                | 단막극            |
| 2024 | tvN       | 웨딩 임파서블                        | 윤채원의 맞선남       | 특별출연          |
| 2024 | Netflix   | 트렁크                               | 준호                  | 특별출연          |
| 2025 | MBC       | 노무사 노무진                        | 노무진                | 주연              |

### 연극
- 2021, 2022 - <엔젤스 인 아메리카> (Angels in America) ... 프라이어 월터 역

## 연기 외 활동

### 뮤직비디오
- 2006년 포맨 - 고백

### 텔레비전 프로그램
- 2005년 9월 30일 MBC 《공감토크쇼 놀러와》 (게스트 출연)
- 2009년 9월 21일 SBS 《야심만만 2》 (게스트 출연)
- 2009년 11월14일 SBS 《김정은의 초콜릿》 (78회 게스트 출연)
- 2013년 1월 2일 ~ 9일 MBC 《2013 코이카의꿈 - 팔레스타인편》 (게스트 출연)
- 2013년 10월 11일 JTBC 《마녀사냥》 (11회 게스트 출연)
- 2013년 10월 16일 MBC 《황금어장 라디오스타》 (302회 게스트 출연)
- 2013년 10월 19일 tvN 《SNL 코리아》시즌4 (33회 게스트 출연)
- 2014년 6월 11일 ~ 8월 20일 SBS 《도시의 법칙 in 뉴욕》 (고정 출연)
- 2015년 3월 16일 ~ 23일 MBC 《우리 결혼했어요》 (VCR 출연)
- 2015년 10월 17일 ~ 24일 JTBC 《냉장고를 부탁해》 (게스트 출연)
- 2017년 6월 29일 tvN 《인생술집》 (26회 게스트 출연)
- 2019년 7월 27일 tvN 《놀라운 토요일》 (69회 게스트 출연)
- 2020년 9월 11일 TV조선 《식객 허영만의 백반기행》 (68회 게스트 출연)
- 2021년 3월 4일 ~ 4월 1일 tvN 《슬기로운 캠핑생활》 (고정 출연)
- 2021년 3월 12일 ~ 3월 19일 tvN 《출장 십오야》 (게스트 출연)
- 2021년 6월 10일 tvN 《슬기로운 캠핑생활》 (출연)
- 2021년 7월 28일 tvN 《슬기로운 의사생활 시즌2 : 하드털이》 (출연)
- 2021년 9월 23일 tvN 《슬기로운 의사생활 시즌2 스페셜》

### 웹예능
- 2024년 4월 5일, 4월 12일 유튜브 《나영석의 와글와글》(게스트 출연)

### 광고
| 연도         | 기업명       | 제품명                               | 종류     | 공동 출연      |  |
| ------------ | ------------ | ------------------------------------ | -------- | -------------- |  |
| 2007         | SK텔레콤     | T LIVE 영상통화 완전정복 매너모드 편 | 이동통신 |                |  |
| 2007         | SK텔레콤     | T LIVE 부부싸움 완전정복             | 이동통신 | 배그린         |  |
| 2007         | SK텔레콤     | T PALN 요금 완전정복 편              | 이동통신 |                |  |
| 2010         | 한국지엠     | 마티즈                               | 자동차   | 이민정         |  |
| 2010         | 한진         | 한진택배 파발마                      | 택배     |                |  |
| 2015         | 파크랜드     | 파크랜드 제이하스                    |          |                |  |
| 2018         | 롯데칠성음료 | 데일리C 레몬 1000C+                  | 음료     | 박호산, 이규형 |  |
| 롯데하이마트 |              |                                      |          |                |  |
| 2019-2020    | 엠도씨       |                                      | 화장품   |                |  |
| 2021         | 롯데칠성음료 | 칸타타                               | 커피     | 유연석         |  |
| 2021         | 삼성생명보험 |                                      | 보험     |                |  |
| 2021         | 한국엠에스디 | 가다실9                              |          |                |  |
| 2021         | 샵백코리아   | 샵백                                 |          |                |  |
| 2022         | 네오바이오텍 | 네오임플란트                         |          |                |  |
| 2022         | 남양유업     | 프렌치카페                           | 커피     |                |  |

## 수상 및 후보
| 연도 | 시상식                             | 부문                             | 작품                         | 결과 |
| ---- | ---------------------------------- | -------------------------------- | ---------------------------- | ---- |
| 2004 | KBS 연기대상                       | 남자 신인연기상                  | 미안하다 사랑한다            | 후보 |
| 2005 | KBS 연기대상                       | 남자 신인연기상                  | 어여쁜 당신                  | 후보 |
| 2006 | 제43회 대종상                      | 신인남우상                       | 내 생애 가장 아름다운 일주일 | 후보 |
| 2007 | 제6회 대한민국 영화대상            | 신인남우상                       | 허브                         | 후보 |
| 2007 | 제15회 이천춘사대상영화제          | 신인남우상                       | 허브                         | 수상 |
| 2008 | 프리미어 라이징 스타 아시안 어워드 | 신인남우상                       | 님은 먼 곳에                 | 수상 |
| 2008 | 제29회 청룡영화상                  | 남우조연상                       | 님은 먼 곳에                 | 후보 |
| 2009 | 제4회 앙드레김 베스트 스타 어워드  | 스타상                           | 빈칸                         | 수상 |
| 2009 | 제46회 대종상                      | 남우조연상                       | 님은 먼 곳에                 | 후보 |
| 2009 | SBS 연기대상                       | 연속극부문 남자 우수연기상       | 그대, 웃어요                 | 후보 |
| 2009 | SBS 연기대상                       | 프로듀서상                       | 그대, 웃어요                 | 수상 |
| 2012 | 육군 참모총창 표창                 | 빈칸                             | 빈칸                         | 수상 |
| 2014 | 제34회 황금촬영상                  | 신인남우상                       | 롤러코스터                   | 수상 |
| 2014 | SBS 연기대상                       | 장편드라마부문 남자 우수연기상   | 끝없는 사랑                  | 후보 |
| 2016 | MBC 연기대상                       | 미니시리즈부문 남자 최우수연기상 | 한번 더 해피엔딩             | 후보 |
| 2017 | MBC 연기대상                       | 코믹 캐릭터상                    | 미씽나인                     | 수상 |
| 2018 | 제6회 아시아태평양 스타 어워즈     | 중편드라마부문 남자 최우수연기상 | 라이프 온 마스               | 후보 |
| 2019 | 제14회 숨피 어워즈                 | 올해의 연기상 남자부문           | 라이프 온 마스               | 후보 |
| 2019 | 제12회 코리아 드라마 어워즈        | 남자 최우수연기상                | 악마가 너의 이름을 부를 때   | 후보 |
| 2022 | 제58회 백상예술대상                | 연극부문 남자 최우수연기상       | 엔젤스 인 아메리카           | 후보 |
| 2023 | 제59회 백상예술대상                | TV부문 남자 최우수연기상         | 일타 스캔들                  | 후보 |
| 2023 | 2023 브랜드 고객충성도 대상        | 남자배우 드라마 부문             | 일타 스캔들                  | 수상 |
| 2025 | 제59회 납세자의 날                 | 지방청장상                       | 빈칸                         | 수상 |